# École du personnel navigant d’essais et de réception
École du personnel navigant d’essais et de réception (EPNER) jest francuską szkołą pilotów testowych z siedzibą w Istres we Francji. Jako jedna z pięciu najlepszych szkół pilotów testowych na półkuli zachodniej, EPNER utrzymuje bliskie relacje z trzema szkołami: Empire Test Pilots' School (ETPS), United States Air Force Test Pilot School (USAFTPS) i United States Naval Test Pilot School (USNTPS).
EPNER prowadzi szkolenia dla pilotów testowych, inżynierów prób w locie, inżynierów i techników biorących udział w próbach w locie, a także kontrolerów ruchu lotniczego zaangażowanych w zarządzanie próbami w locie.

## Znani absolwenci
- Léopold Eyharts, generał brygady lotnictwa, astronauta francuski oraz Europejskiej Agencji Kosmicznej